# 平取町立二風谷小学校
平取町立二風谷小学校（びらとりちょうりつ にぶたにしょうがっこう）は、北海道沙流郡平取町二風谷にある公立小学校。

## 概要
平取町二風谷にある唯一の小学校である。
歴史は古く、1892年よりあり、開校120年を迎える。
2012年現在、児童数は計17人、学級数は3クラス、教職数は6人である。へき地等級は、1級である。

## 沿革
- 1892年（明治25年） - 二風谷尋常小学校、開校する[1]
- 1910年（明治43年）5月 - 国費の学校となる[2]
- 1937年（昭和12年） - 平取村立二風谷尋常小学校となる[2]
- 1941年（昭和16年）4月 - 国民学校令に基づき、二風谷国民学校に改称する
- 1947年（昭和22年）4月 - 平取村立二風谷小学校と改称される
- 1954年（昭和29年）11月 - 平取町立二風谷小学校となる

## 通学区域
- 字二風谷